# Művészeti anatómia

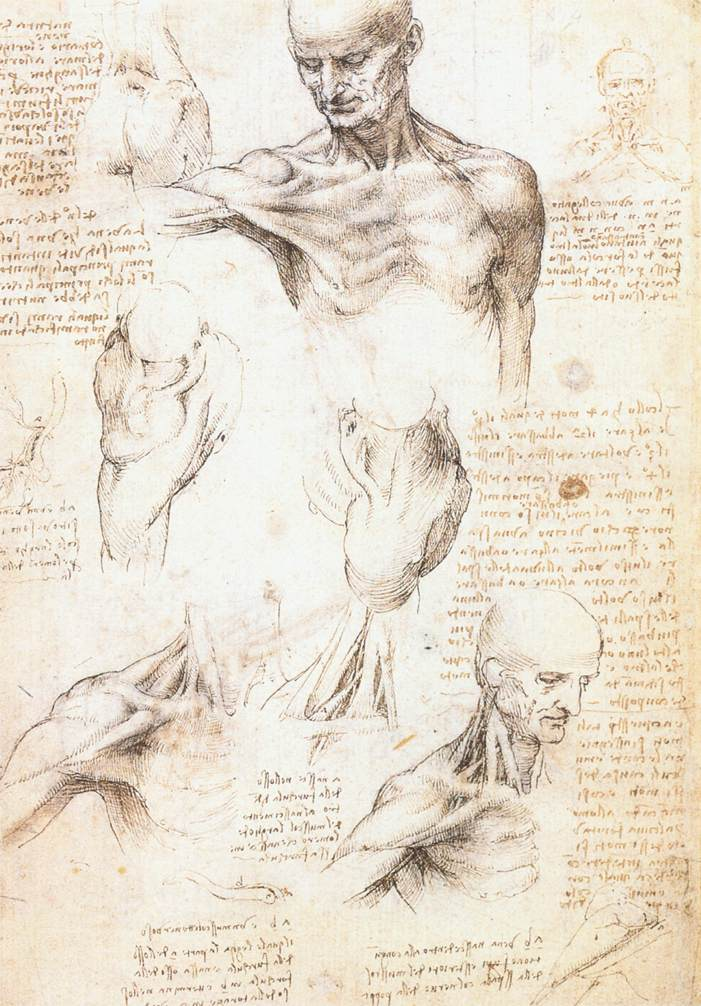
Leonardo da Vinci tanulmánya

A művészeti anatómia az emberi test csont- és izomrendszerét  valamint a bőrtakarót ábrázoló anatómia, amely (nem úgy, mint az orvosi) nem foglalkozik a belső szervekkel, a zsigerekkel, ezzel szemben érdekli a különböző szemszögekből való eltérő láttatás. 
Az európai képzőművészetben, a reneszánsz idején tudatosodott a művészekben az az igény, hogy a képzőművészet lehetőleg minél hűebben ábrázolja a valóságot. Az emberábrázolásban ez – eleinte titkos – anatómiai kutatásokat igényelt. Leonardo da Vinci ilyen irányú tevékenysége a legismertebb e téren. Tanulmányrajzok sorában örökítette meg boncolásai eredményeit.
A művészeti anatómia a művészeti akadémiákon alapvető tantárggyá vált. A világ egyik legjelentősebb alapműve e tárgykörben Barcsay Jenő Művészeti anatómia (1953) című műve. 
Barcsay, az akkor gyakorló művész-tanár eredetileg főiskolai pályája segítésére állította össze. Az anatómiai atlasz tudományos alaposságú szakkönyv, képtáblái pedig önálló művészi értékű rajzok.